# Dyskografia Darina
Artykuł przedstawia całkowitą dyskografię szwedzkiego wokalisty Darina. Artysta w sumie wydał sześć albumów studyjne, dwadzieścia singli oraz płytę DVD dzięki wytwórni Sony BMG.

## Albumy
| 2002                                                    | Darin Zanyar - Wydany: 2002 - Wytwórnia: Independent Release - Format: CD                                         | –  | –  | –  | - N/A          |
| 2005                                                    | The Anthem - Wydany: 16 lutego 2005 - Wytwórnia: RCA/BMG (82876 676522) - Format: CD, download                    | 1  | –  | –  | - SWE: Platyna |
| 2005                                                    | Darin - Wydany: 28 września 2005 - Wytwórnia: Columbia/Sony Music (828767365428) - Format: CD, download           | 1  | 13 | –  | - SWE: Platyna |
| 2006                                                    | Break the News - Wydany: 22 listopada 2006 - Wytwórnia: Columbia/Sony Music (8869701596-2) - Format: CD, download | 1  | –  | 89 | - SWE: Złoto   |
| 2008                                                    | Flashback - Wydany: 3 grudnia 2008 - Wytwórnia: Epic (88697415982) - Format: CD, download                         | 10 | –  | –  | —              |
| 2008                                                    | Lovekiller - Wydany: 18 sierpnia 2010 - Wytwórnia: Universal Music (060252745612) - Format: CD, download          | 1  | –  | –  | - SWE: Platyna |
| 2008                                                    | Exit - Wydany: 30 stycznia 2013 - Wytwórnia: Universal Music (060253728170) - Format: CD, download                | 1  | –  | –  | - SWE: Złoto   |
| „—” oznacza, że album nie był notowany na danej liście. | |    |    |    |                |

### Kompilacje
| Rok  | Szczegóły                                                                                                  | Najwyższa pozycja | Najwyższa pozycja |
| Rok  | Szczegóły                                                                                                  | SWE               |                   |
| ---- | --- | ----------------- | ----------------- |
| 2011 | Original Album Classics - Wydany: 24 stycznia 2011 - Wytwórnia: Sony Music Entertainment - Format: CD      | –                 |                   |
| 2012 | The Collection - Wydany: 2 listopada 2012 - Wytwórnia: Sony Music Entertainment - Format: Digital Download | –                 |                   |
| 2012 | Det Bästa Av - Wydany: 21 listopada 2012 - Wytwórnia: Epic - Format: CD                                    | –                 |                   |
| 2013 | Tolkningarna - Wydany: 1 stycznia 2013 - Wytwórnia: Universal Music - Format: Digital Download             | –                 |                   |

## Single
| Rok  | Singel                                   | Najwyższa pozycja | Najwyższa pozycja | Najwyższa pozycja | Najwyższa pozycja | Album          |
| Rok  | Singel                                   | SWE               | FIN               | GER               | AUT               | Album          |
| ---- | ---------------------------------------- | ----------------- | ----------------- | ----------------- | ----------------- | -------------- |
| 2005 | "Money for Nothing"                      | 1                 | –                 | –                 | –                 | The Anthem     |
| 2005 | "Why Does It Rain?"                      | 5                 | –                 | –                 | –                 | The Anthem     |
| 2005 | "Step Up"                                | 1                 | 9                 | –                 | –                 | Darin          |
| 2005 | "Who’s That Girl"                        | 6                 | 20                | –                 | –                 | Darin          |
| 2006 | "Want Ya!"                               | 4                 | 8                 | –                 | –                 | Darin          |
| 2006 | "Perfect"                                | 3                 | 4                 | –                 | –                 | Break the News |
| 2007 | "Everything But the Girl"                | 38                | –                 | –                 | –                 | Break the News |
| 2007 | "Desire"                                 | –                 | –                 | 53                | –                 | Break the News |
| 2007 | "Insanity"                               | –                 | –                 | 20                | 47                | Break the News |
| 2008 | "Breathing Your Love" (feat. Kat DeLuna) | 2                 | 13                | –                 | –                 | Flashback      |
| 2009 | "See U at the Club"                      | 12                | –                 | –                 | –                 | Flashback      |
| 2009 | "Runaway"                                | 11                | –                 | –                 | –                 | Flashback      |
| 2009 | "What If"                                | 51                | –                 | –                 | –                 | Flashback      |
| 2009 | "Viva la Vida"                           | 1                 | –                 | –                 | –                 | Lovekiller     |
| 2010 | "You're Out Of My Life"                  | 3                 | –                 | –                 | –                 | Lovekiller     |
| 2010 | "Can’t Stop Love"                        | 13                | –                 | –                 | –                 | Lovekiller     |
| 2010 | "Lovekiller"                             | 6                 | –                 | –                 | –                 | Lovekiller     |
| 2012 | "Nobody Knows"                           | 1                 | –                 | –                 | –                 | Exit           |
| 2013 | "Playing With Fire"                      | 28                | –                 | –                 | –                 | Exit           |
| 2013 | "So Yours"                               | –                 | –                 | –                 | –                 | bd.            |

## Inne notowane utwory
| Rok  | Tytuł                          | Najwyższa pozycja | Najwyższa pozycja | Album          |
| Rok  | Tytuł                          | SWE               | SWE (DigiListan)1 | Album          |
| ---- | ------------------------------ | ----------------- | ----------------- | -------------- |
| 2006 | "Homeless"                     | 52                | –                 | Break The News |
| 2009 | "Seasons Fly"                  | 57                | –                 | Flashback      |
| 2010 | "Microphone"                   | 15                | –                 | Lovekiller     |
| 2012 | "Stockholm"                    | 13                | 4                 | Tolkningarna   |
| 2012 | "En apa som liknar dig"        | 1                 | 1                 | Tolkningarna   |
| 2012 | "I Can’t Get You Off My Mind"  | 36                | 7                 | Tolkningarna   |
| 2012 | "Astrologen"                   | 2                 | 1                 | Tolkningarna   |
| 2012 | "Magdalena (Livet före döden)" | –                 | 31                | Tolkningarna   |
| 2012 | "Seven Days a Week"            | 36                | 4                 | Tolkningarna   |
| 2013 | "Give Me Tonight"              | –                 | 14                | Exit           |

1 Dotyczy oficjalnego zestawienia cyfrowej sprzedaży singli w Szwecji - DigiListan.

## Wideografia
| Rok  | Tytuł                                              |
| ---- | -------------------------------------------------- |
| 2006 | Tour Videos Interview - Data: 25 października 2006 |

## Trasy koncertowe
- Vårturné (2005)
- Sommarturné (2005)
- Step Up to the Party Tour (2006)
- Pure Desire Tour (2007)
- Summer Tour (2010)